# محمدقاسم شادیشاه
محمدقاسم شادیشاه از خوشنویسان و نستعلیق‌نویسان صاحب‌نام اواخر سده نهم و اوایل سده دهم هجری است.
او اهل خراسان بود و در دوران سلطان ابوسعید گورکانی می‌زیست. محمدقاسم شادیشاه در نستعلیق‌نویسی مهارت تمام داشت اما کند‌نویس بود و اغلب میان او و میرعلی هروی خوشنویس بزرگ سده دهم معارضه روی می‌داد که به گستاخی شادیشاه منجر می‌شد.
قطعه‌ای از او با تاریخ ۹۵۵ ه‍. ق در کتاب «پیدایش خط و خطاطان» آورده شده‌است.

## استادان
او را از جمله شاگردان سلطان محمد نور و همچنین سلطان محمد خندان ذکر کرده‌اند.

## شاگردان
خوشنویسان صاحب‌نامی چون یاری هروی کاتب عیشی و محمدحسین باخرزی را از شاگردان محمدقاسم شادیشاه ذکر کرده‌اند.

## محل دفن
در روستای مشهد ریزه در ۲۶ کیلومتری غرب تایباد در استان خراسان رضوی، مقبره‌ای معروف به «شاهزاده قاسم» وجود دارد که احتمال می‌رود مدفن او و برخی دیگر از خوشنویسان به‌نام سده دهم هجری باشد که اغلب از شاگردان و پیروان مکتبش بوده‌اند.